# Phaius klabatensis
Phaius klabatensis är en orkidéart som beskrevs av Johannes Jacobus Smith. Phaius klabatensis ingår i släktet Phaius och familjen orkidéer.
Artens utbredningsområde är Sulawesi. Inga underarter finns listade i Catalogue of Life.